# Smerinthus kindermannii
Smerinthus kindermannii là một loài bướm đêm thuộc họ Sphingidae. Nó được tìm thấy ở khắp the central Palaearctic Region, from Thổ Nhĩ Kỳ, Cộng hòa Síp và Liban, phía đông qua Iraq, Iran, Afghanistan và miền bắc Pakistan đến Kashmir. Từ đó, phía bắc và đông bắc qua Turkmenistan, Uzbekistan, Tajikistan, Kyrgyzstan và Kazakhstan, đến tây bắc Trung Quốc (Tân Cương, Ninh Hạ, Cam Túc). Loài này cũng được ghi nhận từ Israel và Kuwait.
Sải cánh dài 70–80 mm. Tại các khu vực miền núi cao ở bắc Iran và bắc Thổ Nhĩ Kỳ, con trưởng thành bay từ tháng 5 đến tháng 6 làm một đợt. Tại Liban, con trưởng thành bay từ đầu tháng 6 đế giữa tháng 9 làm hai đợt. Tại Trung Á có ba thế hệ, con trưởng thành bay trong tháng 3/tháng 4, tháng 5/tháng 6 và tháng 8/tháng 9. Tại Tân Cương Trung Quốc gần như có hai thế hệ và con trưởng thành bay vào tháng 5 và tháng 7/tháng 8. Trong các năm có cuối mùa xuân lạnh m, chỉ có một thế hệ và con trưởng thành bay từ tháng 6 đến tháng 7.
Ấu trùng ăn các loài Salix và Populus.

## Phân loài
- Smerinthus kindermannii kindermannii
- Smerinthus kindermannii gehleni Eitschberger & Lukhtanov, 1996 (India)
- Smerinthus kindermannii iliensis Eitschberger & Lukhtanov, 1996 (Kazakhstan)
- Smerinthus kindermannii obsoleta Staudinger, 1901 (China)
- Smerinthus kindermannii orbata Grum-Grshimailo, 1890 (Uzbekistan)